# Vall de Soğanlı
Vall de Soğanlı (en turc, Soğanlı vadisi) és un paratge de Capadòcia, en l'Anatòlia Central, Turquia. És famós per la població troglodita de Soğanlı, i les seves seixanta esglésies.

## Regió de Soğanlı
A la regió de Soğanlı, a causa dels tremolors de terra es produïren enfonsaments que, units a d'altres fenòmens naturals, causaren a la vall i l'altiplà que ara hom pot albirar. La vall de Soğanlı, format per dues zones, fou poblat en l'època romana. Les roques còniques situades en les vessants de la vall serviren de sepulcres en temps dels romans i de capelles en temps romans d'Orient. Els frescs de les capelles, degut al seu estil, daten dels segles IX al XIII.
Les capelles més importants situades en la vall Soğanlı, són les següents: Les capelles del cap negra (Karabaş), de la serp d'(Yilanli), la dels tres nivells amb una cúpula (Kubbeli) i de Santa Bàrbara (Thatakali).

## L'església de Karabaş
Està situada en la vessant dreta de la vall de Soğanlı. En aquest lloc rocós s'hi troben, al costat de l'església de Karabaş, nombroses tombes, capelles de volta de mig canó i espais on els religiosos vivien permanentment. La capella d'una sola nau i un absis està recoberta per una volta de mig canó. L'església de Karabaş, que data del segle xi, fou pintada en diferents èpoques i amb tècniques variades.
S'hi representen les escenes següents: el Deisis, l'Anunciació, la Nativitat, la Presentació de Jesús en el Temple, la Transfiguració, Jesucrist en la Creu, la Pietat, l'Ascensió i figures de sants.

## L'església de Kubbeli

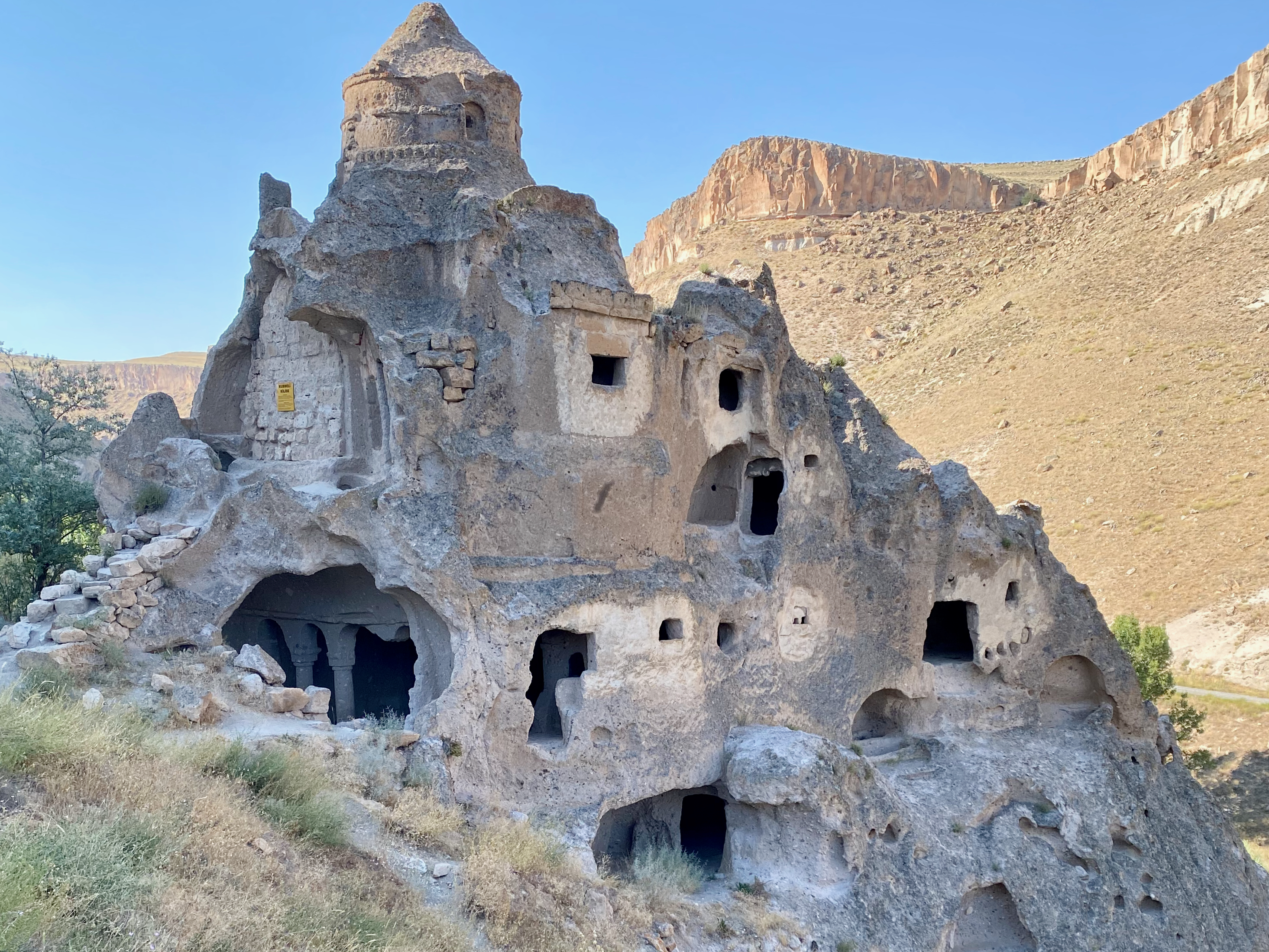
Kubbeli Kilise

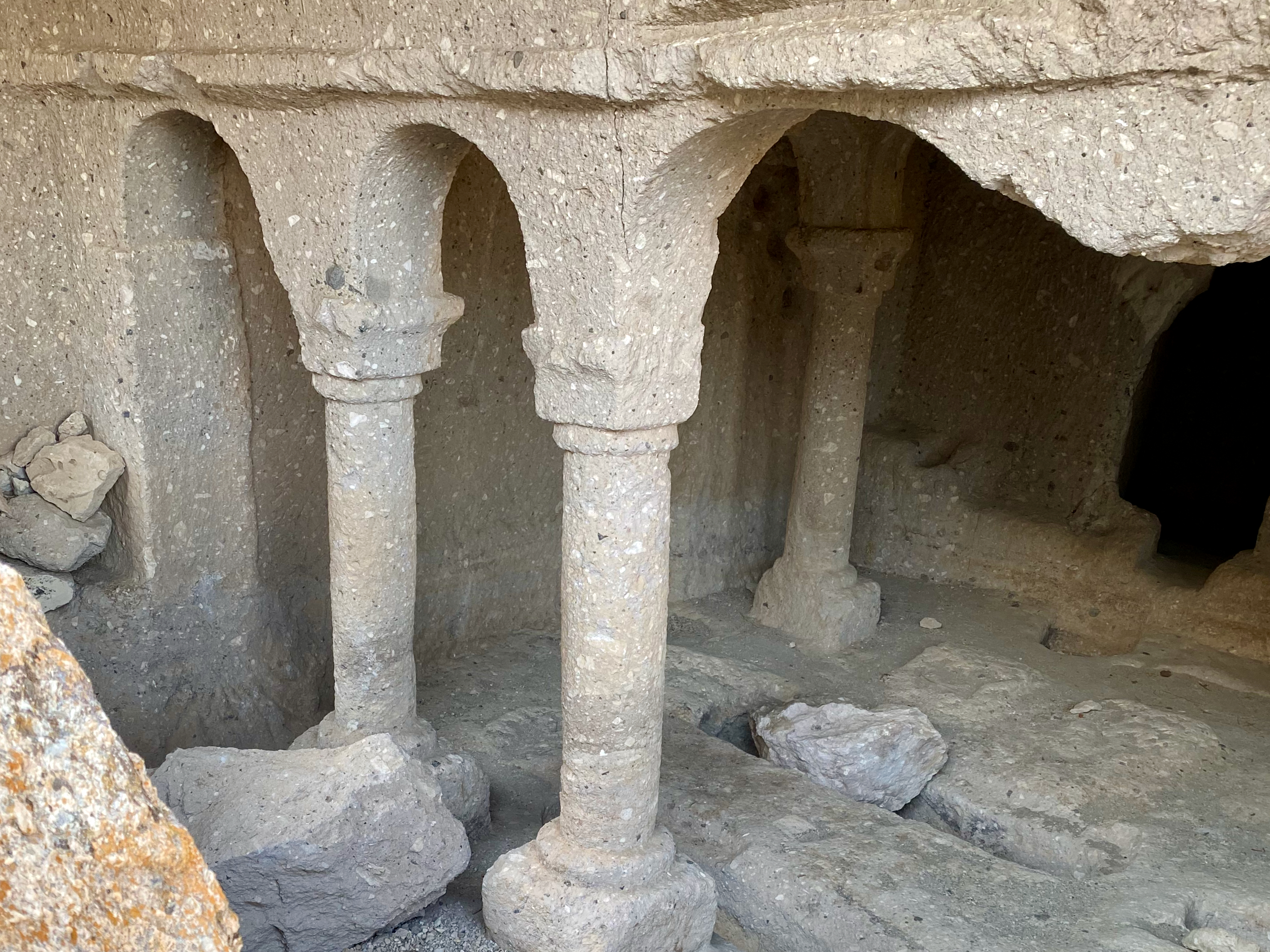
Kubbeli Kilise, columnes interiors

Es troba en el vessant de la vall on se situa el municipi de Soğanlı vers el nord. Amb una minuciosa talla en la xemeneia de les fades, es realitzaren les cúpules; les cares laterals foren unides com es fa amb les pedres del revestiment. La capella és l'exponent d'una arquitectura en progrés, amb les seves voltes, les seves cúpules i el seu absis. Sobre el nivell superior amb tres absis. Aquesta església data del segle x.
Les escenes representades són les següents: en l'absis principal l'Aparició del Profeta; en l'absis lateral: el Desis; en la volta: la massacre dels Sants Innocents, el Seguiment de Santa Isabel, l'Anunciació, la Visitació, la Justificació de la Virginitat de la Verge, el Naixement, l'Adoració dels Tres reis Mags, la Fugida a Egipte, la Presentació de Jesús en el Temple, la mort de Zacaries, la crida de Joan, Joan i Jesucrist, el miracle de les noces de Canà, Jesucrist i la Dona Samaritana, l'entrada a Jerusalem i figures de sants.

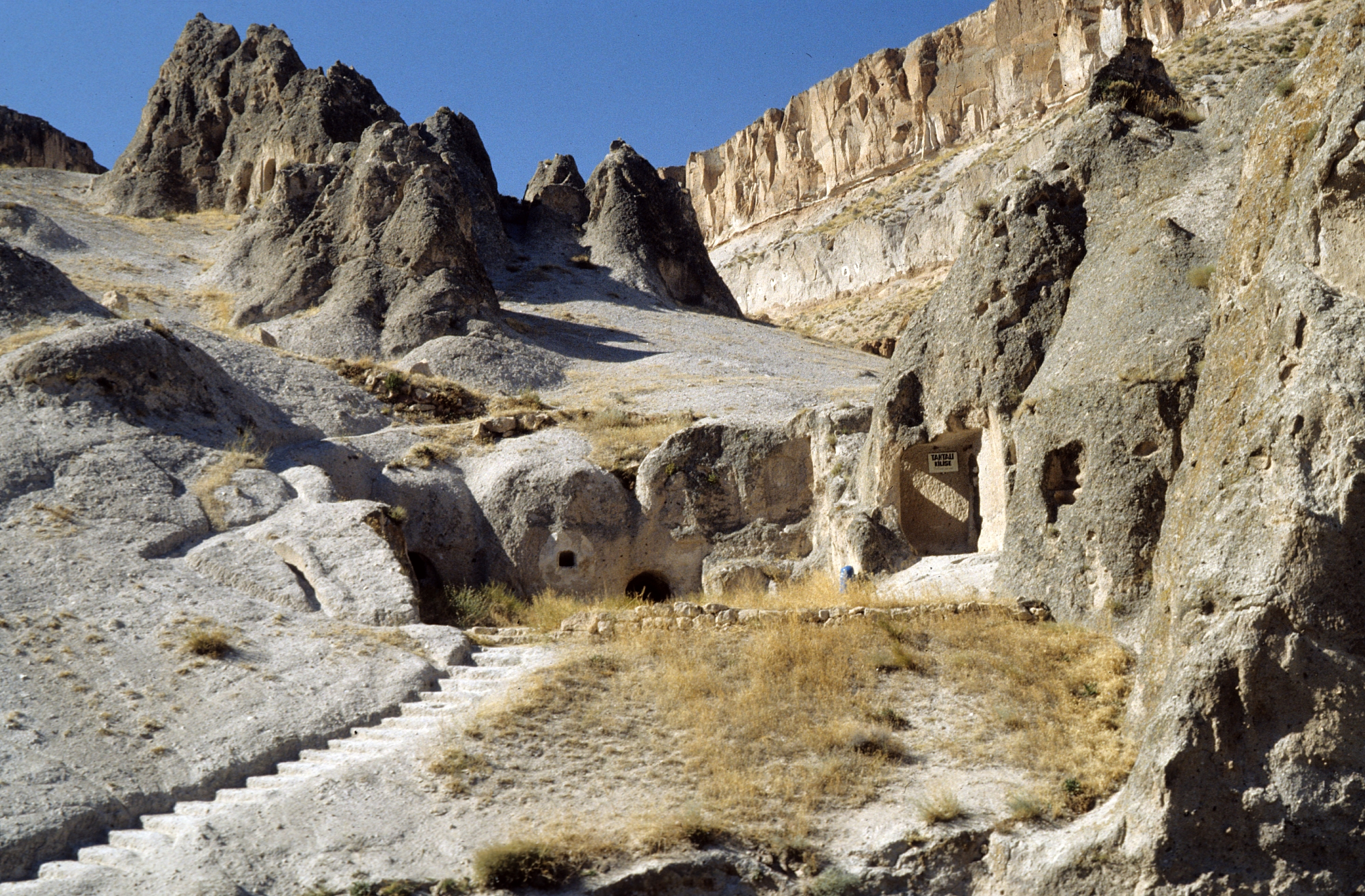
Església de Santa Bàrbara a Soğanlı, Districte de Yeşilhisar, Província de Kayseri

## L'església de Santa Bàrbara
Aquesta església es troba al final de la vall que s'estén vers l'est, prop del municipi de Soğanlı. Comprèn una nau amb un absis coberts per una volta de mig canó. Aquesta capella data de principis del segle x.
Les escenes representades són les següents: en l'absis: l'aparició del Profeta; a la volta: el Deisis, l'Anunciació, la Visitació, la Justificació de la Virginitat, el Viatge a Betlem, la Nativitat, el Descens de Jesucrist als Inferns, els Set Dormits i figures de sants.